# Plantage Centrum
Plantage Centrum is een buurtschap in de gemeente Roosendaal in de Nederlandse provincie Noord-Brabant. Het ligt midden in het bos in het zuidwesten van de gemeente.
De buurtschap Plantage Centrum bestaat uit een aantal merkwaardige gebouwen die in de 2e helft van de 19e eeuw door de particuliere eigenaars van de Wouwse plantage aldaar zijn opgericht. Deze gebouwen zijn alle geklasseerd als rijksmonument. Vanuit Plantage Centrum stralen een aantal dreven uit, welke eind 18e eeuw zijn aangelegd. Voorts bevindt zich in Plantage Centrum het Brandweermuseum Wouwse Plantage.
Stad: Roosendaal      Dorpen: Heerle · Moerstraten · Nispen · Wouw · Wouwse Plantage

Buurtschappen: Akker · Boeiink · Borteldonk · Brembosch · Bulkenaar · De Rotting · Everland · Haiink · Hazelaar · Heijbeek · Hoevestein · Hollandsdiep · Hulsdonk · Kruisstraat · Nieuwenberg · Oostlaar · Plantage Centrum · Vijfhoek · Vinkenbroek · Visdonk · Vleet · Vroenhout · Wouwse Hil · Zoomvliet

Noord-Brabant: Steden en dorpen      Nederland: Provincies · Gemeenten